# Senecioneae
Senecioneae — триба рослин підродини Айстрові (Asteroideae) родини Айстрові, або Складноцвіті (Asteraceae).
Обсяг триби — понад сто родів і понад три тисячі видів, поширених по всій планеті.
Життєві форми різноманітні, але переважають однорічні та багаторічні трави. Зустрічаються також чагарники, ліани і, зрідка, деревні рослини (так звані розеткові дерева).
Назва триби утворено від назви типового роду — Senecio.
Як і для інших представників родини Айстрові, для триби характерні зібрані в кошики трубчасті квітки, які ближче до краю кошика нерідко бувають з довгим язичковим відгином.

## Роди[1]
- Abrotanella Cass.
- Adenostyles
- Aequatorium B.Nord.
- Alciope DC. ex Lindl.
- Arnoglossum Raf.
- Barkleyanthus H.Rob. & Brettell(інші мови)
- Bedfordia DC.
- Blennosperma Less.(інші мови)
- Brachyglottis J.R.Forst. & G.Forst.
- Cacaliopsis A.Gray
- Cadiscus E.Mey. ex DC.
- Caxamarca M.O.Dillon(інші мови) & Sagást.(інші мови)
- Chersodoma Phil.(інші мови)
- Cineraria L.
- Cissampelopsis (DC.) Miq.
- Crassocephalum Moench
- Cremanthodium Benth.
- Crocidium Hook.
- Delairea Lem.
- Dendrophorbium (Cuatrec.(інші мови)) C.Jeffrey(інші мови)
- Dendrosenecio (Hauman(інші мови) ex Hedberg(інші мови)) B.Nord.
- Dicerococlados
- Dolichlasium Lag.(інші мови)
- Dorobaea
- Doronicum L.
- Emilia (Cass.) Cass.
- Erechtites Raf.
- Euryops (Cass.) Cass.
- Farfugium Lindl.
- Gymnodiscus Less.(інші мови)
- Gynoxys Cass.
- Gynura Cass.
- Haastia Hook.f.
- Hasteola Raf.
- Hertia Neck.(інші мови)
- Io
- Jacobaea Mill.
- Kleinia Mill.
- Lamprocephalus D.Nord.
- Lasiocephalus Schltdl.
- Lepidospartum (A.Gray) A.Gray
- Ligularia Cass.
- Ligulariopsis
- Lopholaena DC.
- Luina Benth.
- Mikaniopsis Milne-Redh.(інші мови)
- Misbrookia
- Nemosenecio (Kitam.(інші мови)) D.Nord.
- Oligothrix DC.
- Othonna L.
- Packera á.Löve & D.Löve
- Paracalia Cuatrec.(інші мови)
- Parasenecio W.W.Sm.(інші мови) & Small
- Pericallis D.Don
- Petasites Mill.
- Phaneroglossa D.Nord.
- Psacalium Cass.
- Pseudogynoxys (Greenm.) Cabrera(інші мови)
- Rainiera Greene
- Rhetinodendron Meisn.
- Robinsonia DC.
- Roldana La Llave
- Rugelia Shuttlew.(інші мови) ex Chapm.
- Senecio L.
- Sinacalia H.Rob. & Brettell(інші мови)
- Sinosenecio D.Nord.
- Solanecio (Sch.Bip.) Walp.
- Steirodiscus Less.(інші мови)
- Stilpnogune
- Syneilesis Maxim.
- Synotis (C.B.Clarke) C.Jeffrey(інші мови) & Y.L.Chen
- Talamancalia
- Tephroseris (Rchb.) Rchb.
- Tetradymia DC.
- Traversia Hook.f.
- Tussilago L. — Підбіл
- Werneria Kunth
- Xenophyllum
- Yermo Dorn